# 리드머
리드머는 2011년 현재 회원 수 15만여 명을 보유하고 있는 대한민국 대표 힙합/알앤비 전문 미디어다. 2001년부터 십여 년간 국내외 흑인 음악 정보를 제공해 오고 있으며, 염정봉 대표와 강일권 편집장을 주축으로 여러 음악/문화 관련 웹진과 매체 등에서 흑인음악에 관련된 글을 써 오던 여러 명의 힙합, 알앤비, 올드소울/훵크 전문필자들(남성훈, 예동현, 황순욱, 고유경, 양지훈, 이병주, 이경화, 현승인, 조성호, 김성주, 민혜경 등등)로 구성되어 있다. 기획기사와 리뷰를 비롯한 국내외 뮤지션들과 심도있고 디테일한 인터뷰, 그리고 매년 말 한 해의 대한민국 내외 흑인음악을 결산하는 온라인 시상식 리드머어워드가 유명하다.
또한, 리드머는 한국대중음악상 시상식의 선정위원으로도 참여하고 있다.
한편, 2008년 초에 새롭게 시작한 리드머 리믹스 컴피티션은 인기 절정의 아이돌 그룹 소녀시대의 리드머 소녀시대 Kissing You 리믹스 대회를 개최하여 큰 반향을 일으키기도 했다.

## 리드머 어워드
리드머 어워드는 한 해 동안 발표되었던 국내외 흑인음악(Hip Hop, R&B, Soul, Funk etc) 앨범들을 대상으로 대한민국 대표 흑인음악 미디어 리드머의 전문필진이 선정위원으로 참여하는 국내 유일의 흑인음악 시상식이다.
오버그라운드와 언더그라운드는 물론, 해당 뮤지션의 인기나 앨범 판매량에 상관없이 오로지 뮤지션의 재능과 음악의 질로 선정함으로써 보다 전문적이고 공정한 시상을 목적으로 하고 있다. 현재는 온라인상에서만 진행되고 있지만, 차후 오프라인 시상식으로 확대를 모색하고 있다.

## 리드머 리믹스
리드머 리믹스 컴피티션은 그동안 음악에 새로운 생명을 부여하는 리믹스 문화를 대한민국 내에 전파하기 위한 일환으로 리드머에서 열어온 리믹스 대회다. 그동안 가리온, 피타입, 소울컴퍼니 등 언더그라운드 힙합 뮤지션들과 함께 리믹스를 진행하다가 2008년 들어 슈퍼 아이돌 그룹인 소녀시대의 Kissing You 리믹스 대회를 진행하며 큰 반향을 일으키기도 했다. 정기적으로 장르를 불문한 가수들과 리믹스 대회가 진행될 예정이며, 대회에서 입상한 비트메이커들에게는 디지털 싱글을 통해 데뷔할 수 있는 기회가 주어지기도 한다.

## 역사
리드머는 과거 상당히 규모가 큰 사이트였다. 힙합플레이야가 국내 소식 전문이었다면 리드머는 국외 소식에 대한 정보가 위주였다. 힙합플레이야만큼은 아니었지만 커뮤니티도 활성화되어 있었다. 또한 아마추어 뮤지션들이 곡을 올릴 수 있는 '리드머 스튜디오'도 존재했다. 이 리드머 스튜디오를 통해 리믹스 경연도 자주 열렸었다. 그리고 '그루브 스토어'라는 자체 온라인 CD샵을 통해서 유저들끼리의 중고 CD 거래도 활발했헜다.
그러나 2009년 여름에 사이트 전체가 날아가버리는 사고가 발생했다. 백업 데이터까지 전부 날아가버렸기 때문에, 이전에 올라와있던 모든 기사, 칼럼, 뮤지션 인터뷰, 앨범 리뷰, 커뮤니티 글 목록 등이 전부 소실되었다. 현재 사이트에 업로드된 2009년 이전의 칼럼이나 인터뷰의 경우 리드머의 필진들이 자신의 글을 개인적으로 보관해뒀던 것들을 활용해 채운 것이라서 복구하지 못한 것도 많다.
또한 커뮤니티도 완전히 초기화되어 커뮤니티 기능이 쇠퇴하게 되었다. 결국 커뮤니티 기능을 아예 폐쇄하고 비평과 리뷰를 주로 다루는 쪽으로 노선을 다루게 되었다.

## 같이 보기
- 힙합플레이야
- 힙합엘이
- 힙합 음악